# Elezioni regionali nelle Marche del 1970
Le elezioni regionali nelle Marche del 1970 si tennero il 7-8 giugno.

## Risultati elettorali
| Liste                                                    | Voti    | %     | Seggi |
| -------------------------------------------------------- | ------- | ----- | ----- |
| Democrazia Cristiana (DC)                                | 333.383 | 38,56 | 17    |
| Partito Comunista Italiano (PCI)                         | 274.915 | 31,80 | 14    |
| Partito Socialista Italiano (PSI)                        | 72.886  | 8,43  | 3     |
| Partito Socialista Unitario (PSU)                        | 54.342  | 6,29  | 2     |
| Partito Repubblicano Italiano (PRI)                      | 36.078  | 4,17  | 1     |
| Movimento Sociale Italiano (MSI)                         | 34.549  | 4,00  | 1     |
| Partito Socialista Italiano di Unità Proletaria (PSIUP)  | 33.654  | 3,89  | 1     |
| Partito Liberale Italiano (PLI)                          | 23.591  | 2,73  | 1     |
| Partito Democratico Italiano di Unità Monarchica (PDIUM) | 1.172   | 0,14  | -     |
| Totale                                                   | 864.570 |       | 40    |

| Riepilogo dei seggi | Riepilogo dei seggi | Riepilogo dei seggi | Riepilogo dei seggi | Riepilogo dei seggi | Riepilogo dei seggi | Riepilogo dei seggi |
| ------------------- | ------------------- | ------------------- | ------------------- | ------------------- | ------------------- | ------------------- |
|                     |                     |                     |                     |                     |                     |                     |
| PCI                 | 14                  | N/A                 |                     | PSIUP               | 1                   | N/A                 |
| PSI                 | 3                   | N/A                 |                     | PSU                 | 2                   | N/A                 |
| PRI                 | 1                   | N/A                 |                     | DC                  | 17                  | N/A                 |
| PLI                 | 1                   | N/A                 |                     | MSI                 | 1                   | N/A                 |